# Peniocereus zopilotensis
Peniocereus zopilotensis là một loài thực vật có hoa trong họ Cactaceae. Loài này được (Meyran) Buxb. mô tả khoa học đầu tiên năm 1976.